# Biográdacz János
Biográdacz János (Beográdacz János) (Titel, 1812 – Újvidék, 1889. március 29.) író.

## Élete
Atyja katonatiszt lévén, fiát is a katonai pályára szánta, ki az olmützi hadapród iskolát elvégezvén, 1833-ban kineveztetett hadnagynak; nemsokára a péterváradi határőrezrednél főhadnagy, majd a Mamula nevű 25. sz. gyalogezredben kapitány lett. Az olaszországi hadjárat alatt a vezérkarba osztatván, ott működött. 1858-ban, tehetsége az illető katonai körökben nem találván kellő elismerést, mint első osztályú százados, rangjának megtartása nélkül a hadseregből kilépett és Újvidéken telepedett le, hol mint a szerb olvasó-kör gondnoka, majd a szerb nemzeti színház tollnoka s végre mint a szerb Maticza irodalmi társulat levéltárnoka működött. Később minden idejét egy perpetuum mobile föltalálására szentelte, mely célra minden vagyonát elköltötte.

## Munkái
- 1. O jeziku i pravopiszu serbszkom. Ujvidék, 1857 (A szerb nyelvről és helyesirásról)
- 2. Czrkva i država. Uo. 1861 (Egyház és állam)
- 3. Orient, Occident und Panslavismus. Uo. 1865 (szerb nyelvre is lefordíttatott Belgrádban)
- 4. Miszli o sadašnyem položaju i budučnosti naroda szrbskog. Uo. 1866 (Eszmék a szerb nép jelen állapota s jövőjéről)

Szerkesztette az 1867-ben Ujvidéken megjelent Nedjelni List-et (Vasárnapi Lap)
Kéziratai: nehány nyelvészeti értekezés és szerb szótárhoz való adalékok.